# آب‌هراسی
آب‌هراسی یا آکوافوبی (به انگلیسی: Aquaphobia) یک نوع ترس غیرطبیعی و مداوم از آب است. آب‌هراسی هراس خاصی است که مستلزم سطحی از ترس می‌باشد که خارج از کنترل بیمار بوده یا ممکن است با زندگی روزانه او تداخل ایجاد کند. افراد به شیوه‌های متعددی از آب‌هراسی رنج می‌برند و ممکن است این حالت راحتی طی مواجهه با آب در یک اقیانوس، یک رودخانه، یا حتی یک وان حمام تجربه کنند و اینها را به منزله یک تهدید قریب‌الوقوع ببینند. چنین افرادی ممکن است از انجام فعالیت‌هایی مانند قایق رانی و شنا اجتناب بکنند، یا آن‌ها ممکن است به رغم داشتن تسلط کافی برمهارت‌های شنا، از شنا کردن در اقیانوس عمیق جلوگیری و خودداری بنمایند. این اضطراب عموماً به خیس و مرطوب شدن با آب یا ترشح و پاشیده شدن آن در شرایط غیرمنتظره، یا تحت فشار شدید آب قرار گرفتن بدن یا پرتاب به داخل آب نیز گسترش داده می‌شود.

## شیوع
هراس ها(درمفهوم بالینی کلمه) شایعترین شکل از اختلالات اضطرابی هستند. یک مطالعه که توسط مؤسسه ملی سلامت روان(به انگلیسی: NIMH) صورت گرفته‌است، نشان داده که بین ۸٫۷ ٪ و ۱۸٫۱ ٪ از آمریکایی‌ها از هراس‌ها رنج می‌برند. در تفکیک سنی و جنسیتی یا بر اساس سن و جنس، مطالعه نشان داد که هراس‌ها شایع‌ترین بیماری روانی در بین زنان در تمام گروه‌های سنی بودند و در میان مردان مسن تر از ۲۵ سال دومین بیماری شایع به‌شمار می‌آمدند.
از بین هراس‌های ساده، آب‌هراسی یک زیرگروه بیشتر رایج است. در یک مقاله دربارهٔ اختلالات اضطرابی، «لیندال» (به انگلیسی: Lindal)و «استفانسون» (به انگلیسی: Stefansson)نشان داده‌اند که آب‌هراسی ممکن است بر روی بیشتر ۱٫۸ ٪ از جمعیت عمومی اهل ایسلند، یا تقریباً در یک نفر از هر پنجاه نفر این افراد، تأثیرگذار باشد.

## علل
متخصصین پزشکی نشان داده‌اند که آب‌هراسی  ممکن است خود را در یک فرد از طریق تجارب خاص او، آشکار سازد یا به عوامل بیولوژیکی وابسته باشد. در برخی از افراد ممکن است این نوع هراس، به عنوان یک واکنش در قبال یک تجربه آسیب زای ناشی از آب پیش آمده باشد. مثل فردی که نزدیک بوده در آب غرق شود یا رویدادهای دیگر اینچنینی. دیگران ممکن است شکستهای ساده‌ای در فراگیری تجارب مرتبط با آب داشته باشند از جمله رویدادهایی همچون حوادث موقع یادگیری شنا یا قایقرانی که به عوامل فرهنگی نیز مربوط است. افراد دیگر ممکن است از یک واکنش «غریزی»(از روی غریزه) نسبت به آب رنج ببرند، که جدا از هر گونه علت قابل مشاهده رخ داده باشد. این افراد یک واکنش باطنی و درونی نسبت به آب دارند که میزان راحتی آن‌ها را در مواجهه با هر نوع از فعالیت‌های مرتبط با آب، مثل شنا کردن، به‌طور اساسی و بنیادین محدود می‌سازد. دیگر بیماران مبتلا به این حالت ممکن است ناراحتی‌های دیگری را در پیرامون آب تجربه کرده باشند، بدون آن که در هیچ‌یک از سه مقولهٔ ذکر شده قبلی بگنجند.
- تجربهٔ آسیب زای ناشی از آب
- ممکن است یکی از اعضای خانواده دچار یک تجربهٔ آسیب زای ناشی از آب شده باشد، و همان ممکن است در بروز این حالت دخیل و مؤثر باشد.
- محدودیت‌های فرهنگی (نظیر افرادی که در بیابانها و کویر بار آمده‌اند)
- ترس غریزی
- سایر علل

در یک سطح عمیق تر، یک گروه از مربیان در سنگاپور، مطالعاتی بر روی تعداد زیادی از دانش آموزان به انجام رساندند، آن‌ها به منظور راهنمایی کودکانی که از آب خیلی می‌ترسیدند، به انجام تعلیماتی برای فهم آب‌هراسی پرداختند. بسیاری از این کودکان از بودن در کنار آب واهمه‌ای نداشتند و برایشان قرار دادن هریک از اعضای بدنشان به جز سر در آب مهم نبود. بینی و گوشها دو جایی بودند که قرار گرفتنشان در آب برای این کودکان از همه جا نامطلوبتر بود.

## ریشه لغت
اصطلاح صحیح برای «ترس از آب» که از زبان یونانی مشتق شده‌است، «هیدروفوبیا» hydrophobia می‌باشد. با این حال، این واژه برای مدت طولانی در انگلیسی مورد استفاده قرار گرفته‌است،  تا به یک نشانه از مراحل نهایی بیماری هاری اشاره خاص بنماید، نشانه‌ای که در انسان به صورت اشکال در بلع و ترس به هنگام مواجهه با مایعات و موقع نوشیدن آن‌ها و عدم توانایی فرد در فرو نشاندن تشنگی خویش، تظاهر می‌کند.
به منظور به کارگیری یک اصطلاح بدون ابهام که به هراس عمومی نسبت به آب یا غرق شدن اشاره کند، اصطلاح «آکوافوبیاً aquaphobia وضع گردیده‌است که از کلمه لاتین»آکواً aqua (که در حالت طبیعی، وقتی که به عنوان یک پیشوند استفاده می‌شود باید به شکل Aquí نوشته شود) و کلمه یونانی "فوبیاً phobia ساخته شده‌است.

## افراد مشهور مبتلا به آب‌هراسی
- ریچارد استالمن
- کارن مک دوگال
- متیو فاکس (در کودکی)